# Chlorops confluens
Chlorops confluens är en tvåvingeart som beskrevs av Johann Wilhelm Meigen 1830. Chlorops confluens ingår i släktet Chlorops och familjen fritflugor. Inga underarter finns listade i Catalogue of Life.